# اختبار الزنزانة (بريزون بريك)
اختبار الزنزانة (بالإنجليزية: Cell Test)‏ هي الحلقة الثالثة من المسلسل التلفزيوني بريزون بريك والتي بُثّت أول مرة في 5 سبتمبر 2005. أخرج هذه الحلقة براد ترنت وكتبها مايكل بافون. في هذه الحلقة يختبر مايكل سكوفيلد رفيق زنزانته فرناندو سوكري ليتأكد من أنه جدير بالثقة ليخبره عن خطة الهروب. في هذه الأثناء تبلغ تحريات فيرونيكا دونوفان منعطفًا غير متوقع في قضية لينكون بوروز، ويقترب ابنه إل.جي من أبيه.

## القصة
بعد أن قطع جون أبروزي اصبعي قدم مايكل الخنصر والبنصر، أُرسل مايكل إلى المستوصف ليتم علاجه. بعد ذلك يخبر لينكون أن عليه أن يتأكد من رفيق زنزانته. أثناء القيام بأعمال السجن، أخفى مايكل هاتفًا نقالًا في صندوق بينما كان فرناندو يراقبه. لم يكن لينكون يعلم عن الهاتف النقال، لكنه شك في أن فرناندو يمتلكه فأخبر الكابتن براد بيليك بأن فرناندو قد يعرف عن أحد يمتلك هاتفا نقالا. سأل الكابتن براد فرناندو وأخبره أنه سيحتفظ بحق الزيارة الزوجية مقابل إعطاء معلومات عن الهاتف النقال. لم يتحدث فرناندو، وقُطعت عنه الزيارات الزوجية. لكنه يكتشف فيما بعد أن الهاتف النقال كان مصنوعا من الصابون. بعد أن أثبت أمانته، أخبره مايكل بخطة الهروب، لكنه رفض قطعيا الاشتراك بها، لأنه سيخرج بعد 16 شهرًا إذا أثبت حسن سلوكه، ولأن خطيبته ماريكلوز تنتظره.
يذهب إل.جي لزيارة ضابط السلوك، فيخبره أن عليه التحدث مع والده. يقوم إل.جي بذلك ويفترب الاثنان من بعضهما أكثر مما كانا عليه في السنوات الماضية، يوافق إل.جي على أن يرافق والده عند تنفيذ حكم الإعدام. تلتقي فيرونيكا بليتيشا التي توافق على إعطائها بعض المعلومات. تذهب ليتيشا لإشعال سيجارة، فيقابل العميل بول فيرونيكا الذي يدعي إعطاءها بعض المعلومات. عندما ذهب، تبحث فيرونيكا عن ليتيشا فلا تجدها. يأخذ العميلان بول وهيل ليتيشا إلى ما يشبه الغابة ويطلقان عليها النار. يتصل العميلان بامرأة في مونتانا فتأمرهما بتدبر أمر فيرونيكا. تقابل فيرونيكا خطيبها سباستين ويلغيان الزواج.
يخطط تي-باغ للثأر من مايكل، ويريد مساعدة جون، لأن فيلي فالزون (أحد أفراد عصابة جون خارج السجن) هدّد أطفاله إذا لم يعطه مايكل معلومات عن مكان وجود فيبوناشي. يكتشف جون أن الطريقة الأفضل هي بجعل رجاله يضربون تي-باغ أثناء محاولته طعن مايكل ويكتشف جون أن أفضل طريقة للحصول على المعلومات هي التقرب من مايكل. يقرر فرناندو تغيير زنزانته، لأنه لا يريد أن يخاطر بحياته من أجل الهروب. بعد فترة، يجيء براد برفيق زنزانة جديد لمايكل هو هايور من جناح الأمراض النفسية، الذي لم يستطع مايكل الوثوق به وإخباره بالخطة. يعزم مايكل تنفيذ خطة هروبه في الليل عندما ينام هايور. لكنه يكتشف في الليل أن هايور مصاب بداء لا يجعله ينام مطلقا.

## وصلات خارجية
- اختبار الزنزانة على موقع IMDb (الإنجليزية)
- اختبار الزنزانة على موقع ميتاكريتيك (الإنجليزية)

- الملخص الرسمي للحلقة الثالثة من الموسم الأول من قناة فوكس